# محمد رضا لطفي
محمد رضا لطفي (1947 - 2014) موسيقي ايراني عُرف ببراعته على آلتي التار والسيتار التراثيتين.
تتلمذ على يد علي أكبر شهنازي وحبيب الله صالحي. وبعد إنهائه الدراسة الأكاديمية للموسيقى المحلية، عمل عام 1972 م في الإذاعة والتلفزيون الوطني. في عام 1986 م، غادر لطفي إلى الولايات المتحدة وفي هذه الفترة طوّر لطفي تجربته وأقام حفلات في آسيا وأوروبا وأميركا الشمالية. ثم عاد إلى إيران عام 2006 م وافتتح مدرسة موسيقية وانشا فرقة «تشيدا للنساء». توفي لطفي سنة 2014 م ودفن بمسقط رأسه جرجان.

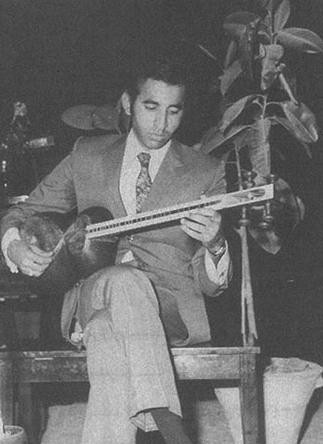
محمد رضا لطفي في شبابه وهو يعزف على التار